# 奥原花
奥原 花（おくはら はな、2000年5月29日 - ）は、日本の女子バレーボール選手である。

## 来歴
カリフォルニア州グリーンブリー生まれ、プレザントン育ち。
カリフォルニア・バプティスト大学卒業後、2022-23シーズンはアルバニアでプレー。
2023年9月、久光スプリングス入団が発表された。12月に行われた皇后杯全日本選手権で公式戦初出場。2023-24シーズンのリーグ戦では出場機会がなく、V CupでVリーグデビュー。
2024年10月26日の2024-25シーズン第3節の大阪マーヴェラス戦でSVリーグデビューを果たした。
2025年5月4日、2024-25シーズン限りでの退団が発表された。同月26日にKUROBEアクアフェアリーズ富山入団が発表された。

## 所属チーム
- モンテ・ビスタ高等学校（英語版）
- カリフォルニア・バプティスト大学（英語版）（2018-2022年）
- スカンデルベウ（2022-2023年）
- 久光スプリングス/SAGA久光スプリングス（2023-2025年）
- KUROBEアクアフェアリーズ富山（2025年-）